# سليمان سي سفاني
سليمان سي سفاني (بالفرنسية: Souleymane Sy Savane)‏ هو ممثل إيفواري بدأ مسيرته سنة 2008 بفيلم وداعا صولو.

## روابط خارجية
- سليمان سي سفاني على موقع IMDb (الإنجليزية)
- سليمان سي سفاني على موقع ألو سيني (الفرنسية)
- سليمان سي سفاني على موقع أول موفي (الإنجليزية)
- سليمان سي سفاني على موقع قاعدة بيانات الفيلم (الإنجليزية)
- سليمان سي سفاني على موقع كينوبويسك (الروسية)